# Triptólemo
Triptólemo (em grego:  Τριπτόλεμος), na mitologia grega, foi um herói cujo culto estava associado à deusa Deméter a à agricultura. De acordo com Agostinho de Hipona, o mito de Triptólemo foi inventado na mesma época em que juízes julgavam Israel. (1200 a 1020 a.C.)[carece de fontes?]

## Mito

### Filho de Tróquilo
De acordo com Pausânias, que atribui esta lenda aos argivos, quando Deméter estava procurando sua filha, ela parou em Argos, onde foi recebida por Pelasgo; Chrysanthis, que sabia do rapto, o contou à deusa. Mais tarde, Tróquilo, sacerdote dos mistérios, fugiu de Argos por causa da inimizade de Agenor, refugiou-se na Ática, casou-se com uma mulher de Elêusis e teve dois filhos, Eubuleu e Triptólemo.

### Filho de Celeu
Pausânias prefere a versão ateniense, de que Triptólemo, filho de Celeu, foi quem primeiro usou sementes na agricultura.
De acordo com Pseudo-Apolodoro, Celeu era o rei de Elêusis, e este recebeu Deméter quando a deusa estava procuranco Perséfone, raptada por Hades. Metanira, esposa de Celeu, tinha um filho, Demophon, e Deméter quis torná-lo imortal, deixando-o toda noite um tempo no fogo, para queimar sua carne mortal. Praxithea viu o que estava sendo feito, gritou, e o bebê foi consumido pelo fogo, e a deusa se revelou. A deusa deu a Triptólemo, o mais velho dos filhos de Metanira, uma carruagem de dragões alados, e deu a ele o trigo, que ele semeou na Terra toda a partir do céu.

### Neto de Anfictião
Segundo o ateniense Choerilus, em uma peça chamada Alope, Cercião e Triptólemo eram meio-irmãos, filhos de uma filha de Anfictião, sendo Triptólemo filho de Rarus e Cercião filho de Posidão.

### Outras versões
Pausânias também cita as versões atribuídas a Museu e Orfeu, mas duvida que estes sejam seus autores. Segundo Museu, Triptólemo era filho de Oceano e Gaia. Segundo Orfeu, Eubuleu e Triptólemo eram filhos de Dysaules e, por este ter informado Deméter sobre o destino da sua filha, eles receberam da deusa as sementes. Segundo Panyasis, Tripólemo era filho de Elêusis, que foi quem foi visitado por Deméter. Segundo Ferecides de Leros, Triptólemo era filho de Oceano e Gaia.

## Culto
Em Atenas, na época de Pausânias, havia dois templos acima da única fonte da cidade, um dos templos dedicado a Deméter e sua filha, e o outro dedicado a Triptólemo.
Pausânias, ao relatar as lendas relativas a Triptólemo e pretender descrever o Eleusinium, menciona que teve um sonho, e por isto decidiu contar apenas o que era lícito. Ele omite as informações relativas a Deiope.
Em frente ao templo de Triptólemo havia uma estátua do herói, com um touro de bronze sendo levado a ele com em sacrifício; ao lado desta estátua havia uma de Epimênides de Cnossos, que havia entrado em uma caverna e dormido por quarenta anos.